# 韓国eスポーツ協会
韓国eスポーツ協会（かんこくイースポーツきょうかい、朝: 한국e스포츠협회、英: Korea e-Sports Association）は、大韓民国におけるeスポーツを統括する文化体育観光部認可の中央競技団体。英語名の頭文字からKeSPA（ケスパ、케스파）と呼ばれる。大韓体育会、国際eスポーツ連盟に加盟している。

## 概要
2000年2月29日に発足した21世紀プロゲーム協会（21CPGA）を前身としている。2001年2月19日、21世紀プロゲーム協会の名称が国内のプロゲーム産業に相応しくないとして、韓国プロゲーム協会（KPGA）へ改称されたが、2003年12月、コンピュータゲームの競技シーンを表す言葉として「eスポーツ」が普及してきた事を理由に、現名称である韓国eスポーツ協会（KeSPA）へ改称された。
KeSPAでは、プロゲーマーの登録と管理、公認種目の選定、インフラ構築、代表選手団の派遣、大会の運営などを行っている。
eスポーツ大会の活性化と選手の交流を目的としたKeSPAカップを主催している。

## 公認種目
2014年2月11日、KeSPAは、韓国におけるeスポーツ振興法に基づき、文化体育観光部からeスポーツ種目選定機関に指定された。種目は、韓国国内で流通しているゲームタイトルから選定される。競技性や大会運営、選手活動に問題がないと認められた「正式種目」、競技性に問題はないが、大会や選手活動の不備で一定期間後に再審議が必要な「デモンストレーション種目」の2つに分類される。また、正式種目では、専門種目と一般種目に分けられる。
2024年10月現在の選定されている種目（ゲームタイトル）は以下のとおりである。
| 区分                     | 区分                     | 種目 |
| ------------------------ | ------------------------ | --- |
| 正式種目                 | 専門種目                 | 『リーグ・オブ・レジェンド』 『PUBG: BATTLEGROUNDS』 『PUBG MOBILE』 『EA Sports FC Online』 『カートライダー ドリフト』 『VALORANT』 |
| 正式種目                 | 一般種目                 | 『サドンアタック』 『クロスファイア』 『スタークラフト2』 『ハースストーン』 『エターナルリターン』                                   |
| デモンストレーション種目 | デモンストレーション種目 | 『EA Sports FC Mobile』 |